# Ibn Battuta (cráter)
Ibn Battuta es un pequeño cráter de impacto de la Luna, que se encuentra dentro del Mare Fecunditatis, un mar lunar de la parte este de la cara visible de la Luna. Se encuentra al sur del cráter Lindbergh, y al noreste del prominente cráter Goclenius.
Hacia el sur y oeste de Ibn Battuta el suelo del mar contiene varios cráteres fantasma, que consisten en cráteres que han sido cubiertos por materiales volcánicos, o material eyectado en la formación de otros cráteres. Estos sólo pueden ser vistos bajo condiciones de luz oblicua, cuando el terminador matutino o nocturno se encuentra en las cercanías.
El cráter es circular y simétrico, con un amplio interior. Las paredes interiores inclinadas tiene un albedo ligeramente superior que el material del mar, pero el interior del cráter es tan oscuro como el mar. Aparte de unos pequeños cráteres en el interior, cerca del borde oeste, no existen marcas importantes en su interior.
El cráter fue designado previamente como Goclenius A, antes de que la Unión Astronómica Internacional decidiese renombrarlo, en honor del escritor y explorador marroquí del siglo XIV Ibn Battuta.